# Egalitär (religion)
En egalitär religiös församling är enligt kristen terminologi en församling där alla troende utgör ett prästerskap. 
Inom judisk terminologi betecknar egalitär en församling där män och kvinnor inte skiljs åt utan har samma roller i församlingen.